# Charinus vulgaris
Espèce
Charinus vulgaris est une espèce d'amblypyges de la famille des Charinidae.

## Distribution
Cette espèce est endémique du Brésil. Elle se rencontre au Rondônia vers Porto Velho. Elle a été introduite à Salvador de Bahia.

## Description
La carapace des femelles mesure de 2,5 à 3,7 mm de long sur de 3,3 à 5,5 mm et l'abdomen de 3,9 à 6,2 mm.
La carapace des femelles décrites par Miranda, Giupponi, Prendini et Scharff en 2021 mesure de 1,78 à 2,03 mm de long sur de 2,38 à 2,75 mm.

## Publication originale
- Miranda & Giupponi, 2011 : « A new synanthropic species of Charinus Simon, 1892 from Brazilian Amazonia and notes on the genus (Arachnida: Amblypygi: Charinidae). » Zootaxa, no 2980, p. 61–68.